# Daniela Brückner
Daniela H. Brückner (* 29. Dezember 1963 in Wesel) ist eine deutsche Richterin und politische Beamtin (Bündnis 90/Die Grünen). Von August 2019 bis Juni 2022 war sie Staatssekretärin für Justiz in der Berliner Senatsverwaltung für Justiz, Vielfalt und Antidiskriminierung, seit dem 30. Juni 2022 ist sie in gleicher Funktion im Ministerium der Justiz des Landes Nordrhein-Westfalen tätig.

## Leben

### Ausbildung
Brückner nahm nach dem Abitur (1983 in Schriesheim) ein Studium der Rechtswissenschaften auf, welches sie von 1983 bis 1989 an den Universitäten Mannheim, Madrid und Heidelberg absolvierte und 1989 mit dem ersten juristischen Staatsexamen an der Ruprecht-Karls-Universität Heidelberg abschloss. Es folgte von 1989 bis 1992 ein Rechtsreferendariat am Landgericht Mannheim. Während ihres Rechtsreferendariats erwarb Brückner auch einen Hochschulabschluss in Rechtswissenschaften vom spanischen Ministerium für Bildung und Wissenschaft. 1992 schloss sie das zweite juristische Staatsexamen ab, ehe sie bis 1994 an ihrer rechtsvergleichenden Promotion zum Thema „Vergleich zwischen dem Verfahren des spanischen Recurso de Amparo und der deutschen Verfassungsbeschwerde“ arbeitete. Von 2014 bis 2016 absolvierte sie eine berufsbegleitende Fortbildung zum Thema Justizmanagement.

### Beruflicher Werdegang
1994 trat Brückner in den Richterdienst der ordentlichen Gerichtsbarkeit des Landes Berlin ein. Sie war in der Folge bis 2010 u. a. am Berliner Landgericht sowie den Amtsgerichten Köpenick, Tiergarten und Charlottenburg tätig. 2010 und 2011 durchlief sie eine obergerichtliche Erprobung am Kammergericht, war von 2011 bis 2013 als wissenschaftliche Mitarbeiterin am Verfassungsgerichtshof des Landes Berlin tätig, ehe sie 2013 die Leitung der Insolvenzabteilung des Amtsgerichts Charlottenburg übernahm. Zum Jahresbeginn 2019 wurde sie zur Vizepräsidentin des Amtsgerichts Lichtenberg ernannt.
Zum 1. August 2019 wurde Daniela Brückner vom Berliner Senator für Justiz, Verbraucherschutz und Antidiskriminierung, Dirk Behrendt (Senat Müller II), zur Staatssekretärin für Justiz berufen. Sie wurde damit Nachfolgerin von Martina Gerlach, die in den Ruhestand verabschiedet worden war. Dieses Amt hatte sie nach der Bildung des Senats Giffey von Dezember 2021 bis Juni 2022 auch in der nun umbenannten Senatsverwaltung für Justiz, Vielfalt und Antidiskriminierung inne. Zum 30. Juni 2022 wurde Brückner vom Ministerpräsidenten des Landes Nordrhein-Westfalen, Hendrik Wüst, im Zuge der Bildung des Kabinetts Wüst II zur Staatssekretärin des von Benjamin Limbach geleiteten Ministeriums der Justiz des Landes Nordrhein-Westfalen ernannt. Sie folgte damit auf Dirk Wedel. Im Amt der Justizstaatssekretärin in Berlin folgte ihr Ibrahim Kanalan nach.

## Schriften
- Vergleich zwischen den Verfahren des spanischen Recurso de Amparo und der deutschen Verfassungsbeschwerde unter besonderer Berücksichtigung von Verfahrensfunktionen und Entscheidungswirkungen. Verlag Dr. Kovač, Hamburg 1997, ISBN 978-3-86064-547-5.